# Яценки
Яце́нки — село в Україні, у Решетилівській міській громаді Полтавського району Полтавської області. Населення становить 116 осіб. До 2020 орган місцевого самоврядування — Пащенківська сільська рада.

## Географія
Село Яценки знаходиться на відстані 0,5 км від села Гольманівка та за 1,5 км від сіл Пащенки і Паськівка.

## Історія
12 червня 2020 року, відповідно до розпорядження Кабінету Міністрів України № 721-р «Про визначення адміністративних центрів та затвердження територій територіальних громад Полтавської області», село увійшло до складу Решетилівської міської громади.
19 липня 2020 року, в результаті адміністративно — територіальної реформи та ліквідації Решетилівського району, село увійшло до складу новоутвореного Полтавського району Полтавської області.